# Anarhichas

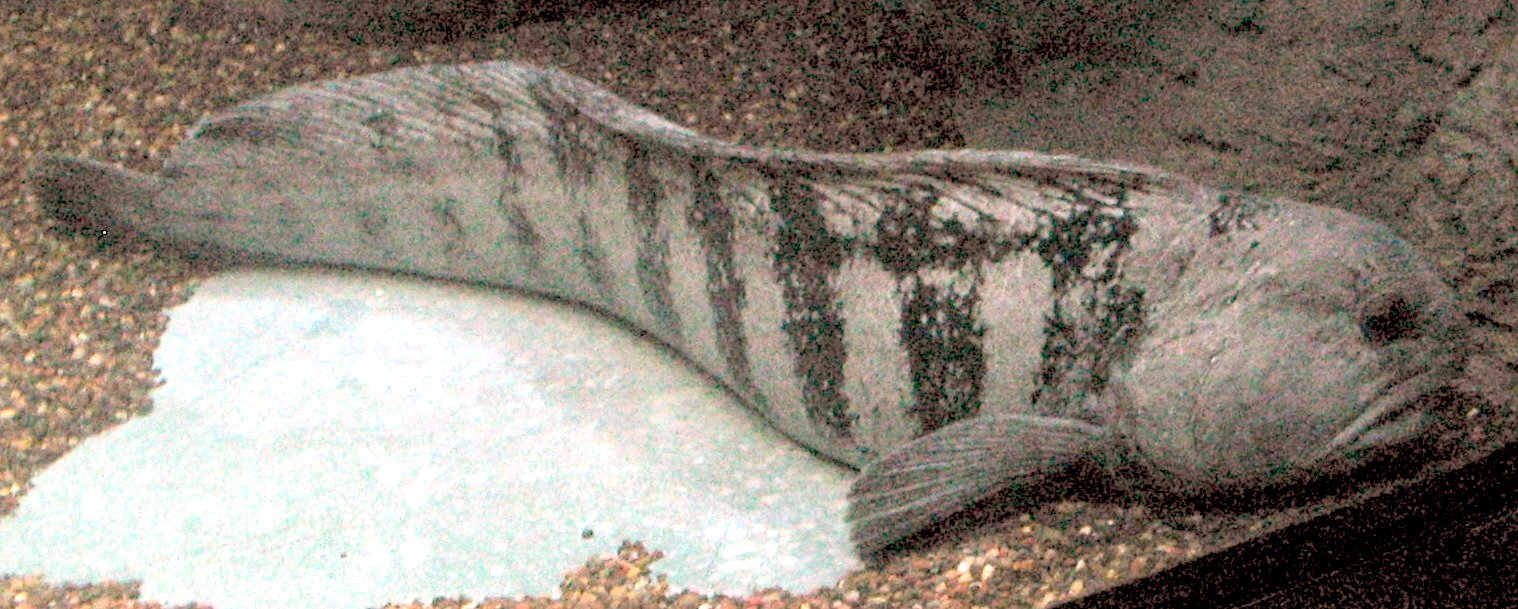
Anarhichas lupus

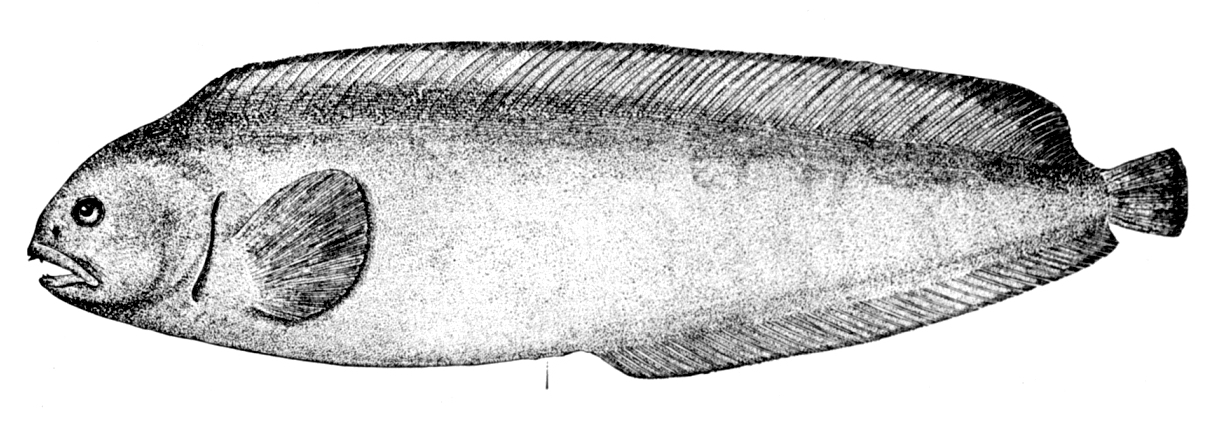
Anarhichas denticulatus (il·lustració del 1896)

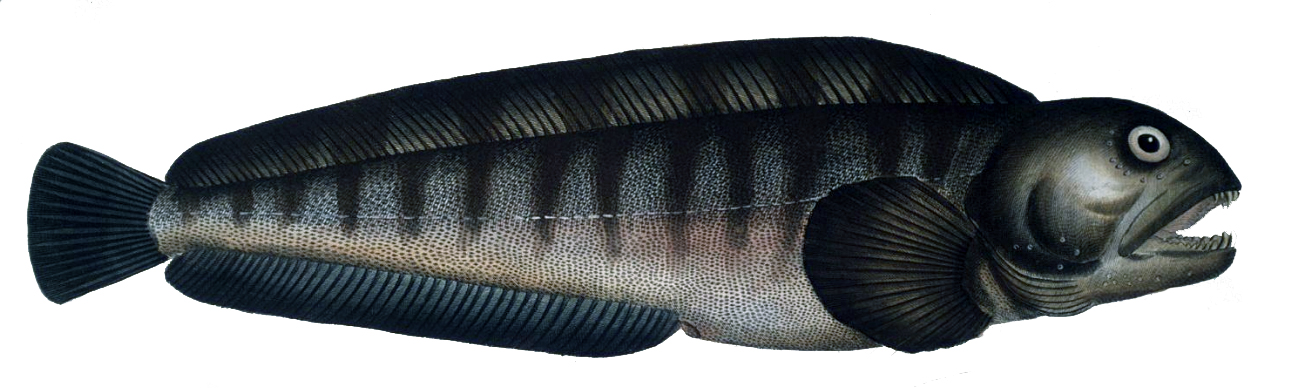
Anarhichas lupus (circa 1795-1797)

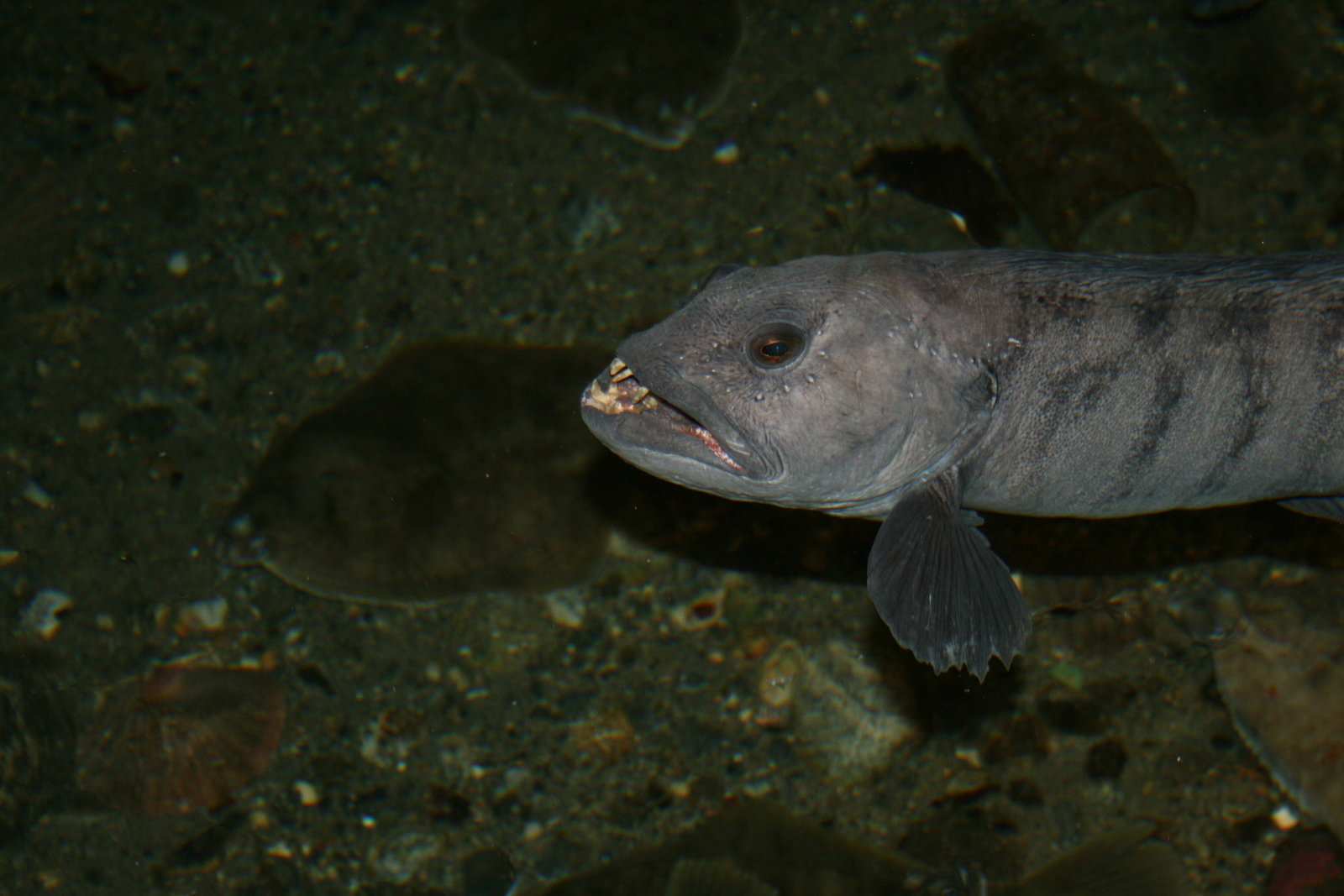
Anarhichas sp.

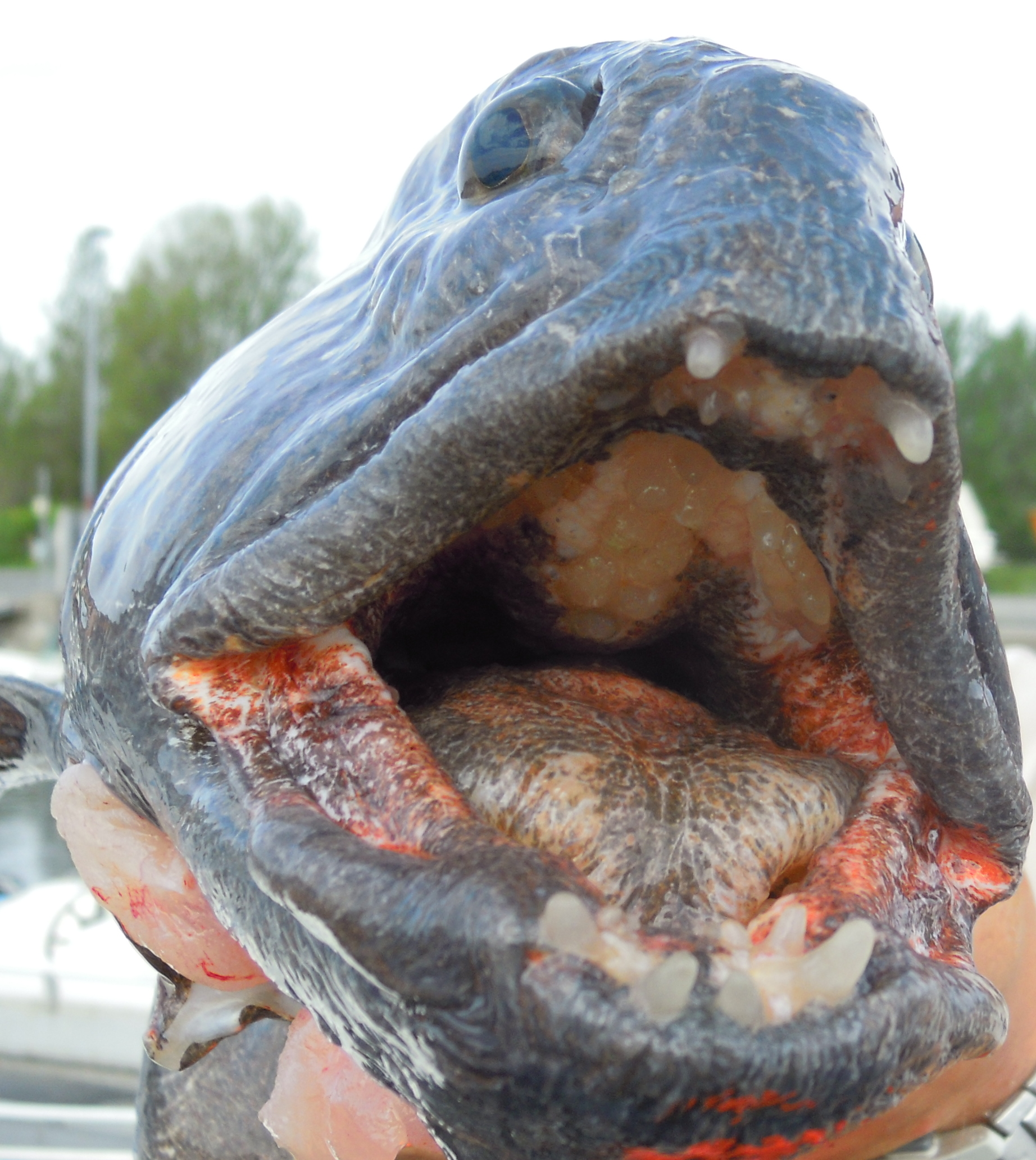
Anarhichas lupus

Anarhichas és un gènere de peixos de la família dels anaricàdids i de l'ordre dels perciformes.

## Distribució geogràfica
Es troba a l'Atlàntic nord-oriental (Spitsbergen, Nova Terra, la mar de Barentsz, la mar Blanca, la mar de Noruega, Escandinàvia, la mar Bàltica, les illes Britàniques, la mar Cantàbrica, el nord-oest de la Mediterrània -com ara, el golf de Gènova-, les illes Shetland, les illes Fèroe, Islàndia, les costes sud-orientals de Groenlàndia i, ocasionalment, el nord de la mar del Nord i Skagerrak), l'Atlàntic nord-occidental (des de l'Àrtic fins a Nova Escòcia, Terranova, el sud de la península del Labrador, Cap Cod -Massachusetts, els Estats Units- i, rarament, Nova Jersey) i el Pacífic nord (des de Hokkaido -el Japó- i la mar d'Okhotsk fins a la mar de Bering i l'Àrtida canadenca).

## Taxonomia
- Anarhichas denticulatus (Krøyer, 1845)[52]
- Anarhichas lupus (Linnaeus, 1758)[53]
- Anarhichas minor (Olafsen, 1772)[54][55]
- Anarhichas orientalis (Pallas, 1814)[56]